# Acompáñame
Pour plus de détails, voir Fiche technique et Distribution.
Acompáñame est un film espagnol coécrit et réalisé par Luis César Amadori, sorti en 1966.

## Fiche technique
- Titre : Acompáñame
- Réalisation : Luis César Amadori
- Scénario et dialogues : Jesús María de Arozamena, Rafael J. Salvia et Luis César Amadori (sous le pseudonyme de Gabriel Peña)
- Producteur : Luis Sanz
- Date de sortie : 1966

## Distribution
- Rocío Dúrcal : Mercedes, une jeune femme qui vit et travaille au musée des sciences de Madrid, et qui accepte un jour de devenir la secrétaire de Doña Eduvigis à Tenerife
- Enrique Guzmán : Tony, un jeune Mexicain venu étudier à Madrid qui, les vacances venues, devient le chauffeur de Doña Eduvigis à Tenerife
- Amalia de Isaura : Doña Eduvigis, qui recrute deux jeunes gens pour la seconder à Tenerife où elle a hérité d'une maison
- Laly Soldevilla : une domestique
- Los Beatles de Cádiz : eux-mêmes
- Jesús Tordesillas